# Gezogener Transistor
Ein gezogener Transistor, auch  Transistor mit gezogenem pn-Übergang (engl. grown-junction transistor) oder selten Wachstumstransistor genannt, ist ein Bipolartransistor, bei dem die unterschiedlich dotierten Bereiche bereits während der Herstellung des Halbleiterkristalls (dem „Kristallziehen“) definiert werden. Der gezogene Transistor ist die ursprüngliche Form eines Flächentransistors und nach dem Spitzentransistor eine der ersten praktisch realisierten Varianten eines Bipolartransistors.

## Herstellung

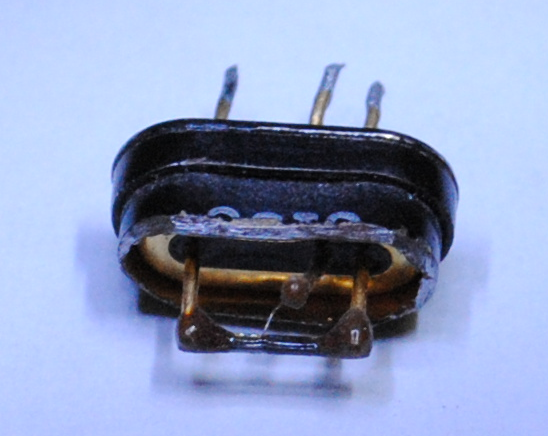
Gezogener Transistor ST2010, Produktionsjahr 1961

Das Prinzip des Flächentransistors wurde von William Bradford Shockley bereits im Jahre 1948 vorgeschlagen und erstmals im Jahre 1950 durch Morgan Sparks und Gordon Teal in Form eines npn-Transistors realisiert. Das Verfahren basiert auf dem Czochralski-Verfahren zur Herstellung von Einkristallen, nutzt jedoch bewusst unterschiedliche Verunreinigungen der Schmelze, um die für den Transistor benötigten n- und p-leitenden Bereiche zu erzeugen.
Im ersten Schritt wird der Schmelze eines Halbleiters wie Germanium ein n-dotierender Fremdstoff wie Phosphor zugesetzt. Dieser Fremdstoff wird während des Kristallziehens in den Halbleiterkristall eingebaut und bewirkt in entsprechender Menge eine n-Dotierung mit dem notwendigen/gewünschten elektrischen Widerstand für den späteren Kollektorbereich. Nachdem der Kristall eine ausreichende Länge erreicht hat, wird der Schmelze ein p-dotierender Stoff wie Bor zugesetzt. In entsprechender Menge kann so die Dotierung von n-leitend auf p-leitend geändert werden. Da für die Funktion des Transistors die Basisweite verhältnismäßig klein sein muss, wächst der Kristall in diesem Schritt nur sehr gering (ca. 30 µm). Im dritten Schritte erfolgt das Ziehen des n-dotierten Emitterbereichs. Dazu wird der Schmelze abermals in ausreichende Menge eines Fremdstoffs zugefügt, der eine n-Dotierung bewirkt.
Der so gezogene Ingot wird nun in ein Ätzmittel mit dotierungsabhängiger Ätzrate gegeben. Durch die unterschiedlichen Ätzraten im Kollektor- und Emitterbereich entsteht ein „Buckel“ und der npn-Bereich lässt sich optisch einfach bestimmen. Dieser Bereich wird nun als Scheibe aus dem zylindrischen Ingot senkrecht zur Ziehrichtung heraus und anschließend parallel zu Ziehrichtung in Stifte geschnitten (ca. 3–5 mm Kantenlänge). Auf diese Weise konnten bei damals üblichen Ingotdurchmessern von 1 bis 2 Zoll mehrere Hundert Transistoren aus einem Ingot gewonnen werden. Die Kopfenden dieser Stifte werden nun mit Metall beschichtet, um den Emitter- und Kollektorbereich zu kontaktieren. Die Kontaktierung der schmalen Transistorbasis ist weniger einfach, da sie nicht sichtbar ist. Ihre Lage lässt sich jedoch über eine elektrische Messung gut bestimmen und mittels eines Mikromanipulators per Drahtbonden kontaktieren.

## Eigenschaften
Das Dotierungsprofil eines gezogenen Transistors weist keine scharfen Übergänge zwischen den n- und p-Bereichen auf. Ursache hierfür sind die bei der Herstellung gleichzeitig ablaufenden Prozesse Segregation und Diffusion, die nicht verhindert werden können.
Dennoch waren seine elektrischen Eigenschaften (vor allem nutzbare Stromstärke und höheres Signal-Rausch-Verhältnis) deutlich besser als die des Spitzentransistors, auch wenn zunächst aufgrund der recht großen Basisweite das Frequenzverhalten schlechter war.

## Anwendung und Bedeutung
Die Erfindung des gezogenen Transistors ist ein wichtiger Meilenstein in der Geschichte der Halbleiterelektronik. Diese Technik ermöglichte es erstmals, größere Mengen an Transistoren mit reproduzierbaren elektrischen Eigenschaften zu fertigen. Dies ermöglichte eine serienmäßige Nutzung in elektronischen Schaltungen, unter anderem für Bordgeräte in Militärflugzeugen, die damals hauptsächlich größere, schwere und weniger zuverlässige Elektronenröhren nutzten.
Die ersten gezogenen Transistoren nutzten Germanium als Halbleiter und wurden 1952 durch Western Electric (M-1752 und A-1858) in größerem Umfang kommerziell vertrieben. Gezogene Transistoren aus Silizium waren ab 1954 von Texas Instruments erhältlich.